# François-André Vincent
François-André Vincent, född den 30 december 1746 i Paris, död där den 4 augusti 1816, var en fransk målare, son till en miniatyrmålare från Genève.
Vincent fick genom Alexander Roslins bemedling inträda i Viens ateljé och vann 1768, trots att han var protestant, stora priset för tävlingsämnet Germanicus talar till sina trupper. Efter studier i Rom återkom han 1776 till Paris, blev ledamot av akademien 1782 och professor 1792. 
Han målade klassiska ämnen i samma riktning som senare David, hade redan ett namn, när David uppträdde, och hade före honom målat Belisarius som tiggare samt Alcibiades mottagande undervisning av Sokrates, vilka väckt uppseende genom en stil, som stred mot den då gällande. Därjämte behandlade han ämnen ur franska historien. 
Med Presidenten Molé under frondekrigen gripen av de upproriska (1779) blev han en förelöpare till historiemåleriet. Hans teckning är säker och flytande, men koloriten svag och uppfattningen stundom teatralisk med överdrivna rörelser. I Louvren finns av honom Zeuxis väljer modeller bland stadens vackraste flickor (1789) och Henrik IV mottager den sårade Sully (1786). Bland Vincents många lärjungar märks Horace Vernet.